# Приказный

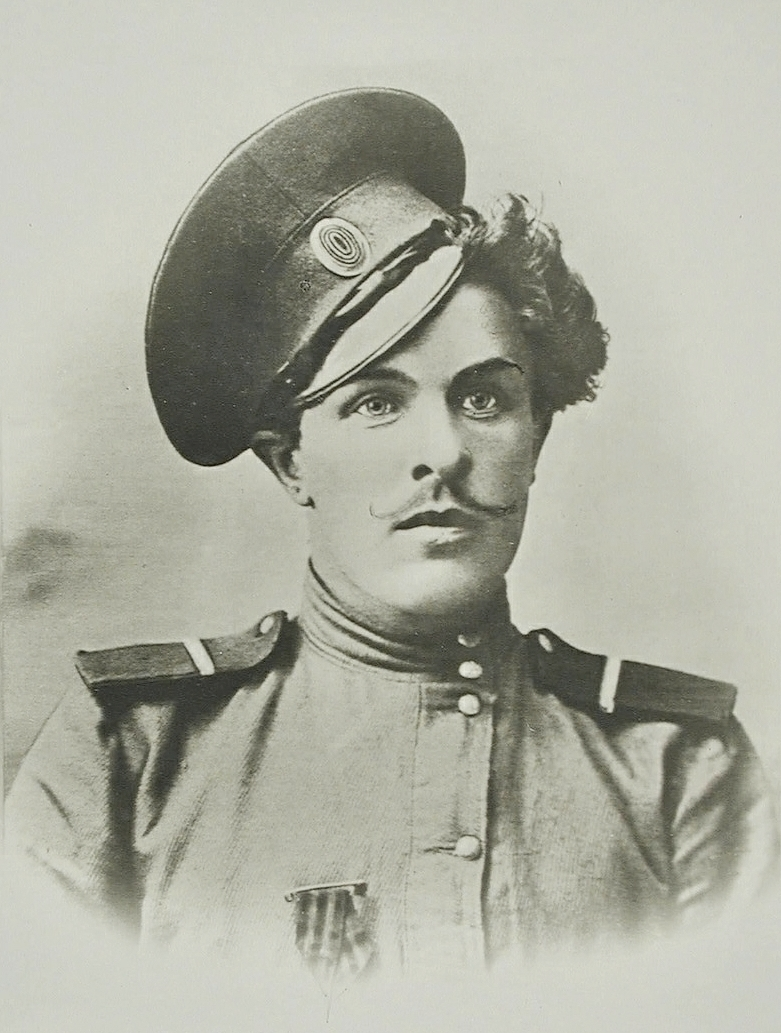
Козьма Крючков в звании приказного, 1914 год

Прика́зный (то есть впервые попавший в приказ):
1. звание младшего начальствующего состава в казачьих войсках Русской Императорской Армии
2. нижний чин членов казачьих обществ, внесенных в Государственный реестр казачьих обществ в Российской Федерации

## В казачьих войсках
Звание приказного в казачьих войсках Русской Императорской Армии соответствовало пехотному званию ефрейтора, а также артиллерийскому званию бомбардира и званию матроса 1-й статьи.
Знаки различия: галун на обшлагах рукавов, нашивавшимся вплотную к выпушке, а с 1843 года — одна лычка из белого басона поперёк поля погона.

## В казачьих обществах
Указом Президента Российской Федерации № 47 от 24 апреля 1998 года установлены следующие составы и чины, для лиц, не проходящих военную службу, казачьих обществ Российской Федерации — России:
- Нижний чин — приказный;

2. Размеры звезд и нашивок на погонах составляют:
в) ширина размещаемых на погонах узких нашивок — 10 мм.
4. Знаки различия:

п) приказного — погоны с одной узкой поперечной нашивкой;— Указ Президента Российской Федерации о форме одежды и знаках различия по чинам членов казачьих обществ, внесённых в государственный реестр  казачьих обществ в  Российской Федерации, 9 февраля 2010 г. № 171